# 臺灣銀行經濟研究室
臺灣銀行經濟研究室（以下簡稱「臺銀經濟研究室」），為戰後周憲文主導下所成立的臺灣銀行行研究單位，研究範圍從臺灣經濟擴張至臺灣史文獻彙編。目前可從國家發展委員會檔案管理局及中央研究院臺灣史研究所見到過去臺銀經濟研究室所藏文獻。

## 創立
1945年10月25日中華民國接收臺灣，臺灣省行政長官公署接收日本時代 (台灣)留下含臺灣銀行等多家銀行，進行監理與重組後於1946年5月20日成立臺灣銀行，同年，臺灣銀行「金融研究室」在周憲文主導下成立（1951年7月更名為「經濟研究室」），最初定位為研究臺灣經濟及其相關產業，提供臺灣銀行未來業務方向的參考。周憲文主張研究須以「臺灣」為主要範疇，論述獨立於政治之外，具客觀性、學術性，且不含政治宣傳目的，並堅持出版物具備容易流通的特性，因此，工作著重在文獻蒐集、編纂與再出版，使《臺灣文獻叢刊》流通率提高且易讀。
在臺大楊雲萍主持之「臺灣研究組」因二二八事件而被裁撤，至1948年6月臺灣省政府成立臺灣省通志館（同年7月改組為台灣省文獻委員會）成立以前，周憲文率領的臺銀金融研究室為當時臺灣僅存的臺灣史料研究機構。

## 從經濟研究至出版《臺灣文獻叢刊》
戰前的臺灣銀行為殖民地銀行，肩負臺灣境內的產業開發，活動範圍擴及日本，加上又是日本帝國針對南方的主要殖民地銀行，對華南、南洋蒐集大量資料同時進行研究，第二次世界大戰期間，臺灣銀行更隨著日本帝國擴張在中國的長江以南範圍活躍一時，這些收藏含大量的圖書、文獻等資料，及臺灣銀行針對這地方與文獻進行的研究成果，收藏在總行的1、2、3樓及地下室書庫，即使因戰火而部分毀損，1945年中華民國接收時，仍有圖書18,461冊，這些文獻多以日文書寫，少部分為中、英文，皆為經濟、金融、產業及銀行業務相關之專業性書刊，含若干地圖冊。其中有關臺灣之書刊約占近23%，其他為南洋、華南、華中相關文獻。
日本時代臺灣銀行保留至戰後的龐大經濟資料與臺灣相關檔案、文獻，很可能影響臺銀經濟研究室從單純的經濟研究，轉變為對臺灣過去歷史及社會學相關文獻的編纂。

### 《臺灣特產叢刊》
臺銀金融研究室的初期研究重心為整理日本統治所留下的經濟史料，藉以分析臺灣的經濟狀況，1949年2月刊行《臺灣特產叢刊》（以下簡稱《特叢》）即是介紹與分析臺灣的自然資源、相關產業。

### 《臺灣研究叢刊》
《特叢》刊行後，臺銀經濟研究室的研究範圍從單純經濟發展，逐漸擴大至社會與文獻編纂。1951～1960年間，編纂並刊載《臺灣研究叢刊》（以下簡稱《研叢》），將已刊載的農林礦產研究文獻併入《研叢》，同時，整理、翻譯日本時代的經濟史料文獻，以及日本經濟學家對臺灣研究的成果（如：矢內原忠雄《日本帝國主義下之臺灣》等），出版共114冊。
臺銀經濟研究室此時的研究方向，因周憲文希望藉由《研叢》釐清臺灣經濟史的研究脈絡，並透過出版臺灣經濟史料，使《研叢》成為臺灣經濟史的重要文獻，因此《研叢》幾乎將所有與臺灣經濟相關、具研究性的主題都納入其中，主題從人口氣候、歷史地理，至臺灣各產業、交通等都有，而歷史地理類就佔了114冊中的34冊，顯示雖然還在討論臺灣經濟，但已逐漸跨大至人口、歷史、地理等社會史、經濟史、產業史層面。

### 《臺灣文獻叢刊》
《臺灣文獻叢刊》（以下簡稱《文叢》）為戰後臺灣文獻史料的一次大規模的文獻編纂事業。共出版309種。
臺銀經濟研究室此時的研究方向，是因周憲文編寫《清代臺灣經濟史》過程認為，這些明、臺灣清治時期經濟相關文獻若能刊載，將有利於日後研究者的使用。考量到臺灣歷史的政權演變複雜，難以用朝代劃分，因此臺銀經濟研究室蒐集文獻的時間分段從南明、明鄭開始，至1945年結束，其中以清代文獻最多、最複雜，收錄編纂的類別有：實錄與官方奏疏檔案、地方志、私人詩文著述與宗教民俗文獻、清法戰爭史料。
《文叢》雖編纂時的初衷是將該時間區段內所有文獻、各種立場的聲音都納入，卻因當時「去日本化」的政治氛圍影響，編纂1895年以降的文獻時，篩選逐漸嚴格，甚至在翻譯、標點文獻時進行改寫、刪除當中隱含日本政權的論述（如：國號、年號、國家稱呼等），將日本稱呼改為中國式之稱呼。

## 解散
1967年《文叢》的出版已經受到國際的注目，但在動員戡亂體制下，純學術範圍的活動與軍事為重的國家政策不符，被批是「瓦解戰鬥情緒」，臺灣銀行高層也對於《文叢》不研究經濟，反而專注在刊行臺灣文獻的行為是「浪費公帑」，這些反對聲浪使《文叢》長期徘徊於勒令停刊的危機中，即使有周憲文一肩扛起責任，學術界、藝文界也大力聲援，1970年出版第283種《重修臺郡個建築圖說》時臺銀經濟研究室被「嚴令停止」，1971年出版至第293種《琉球國志略》時研究室辦公處被貼上封條，1972年第309種《臺灣關係文獻集零》時因周憲文10月自經濟研究室退休，臺灣銀行立即宣布《文叢》停刊，1973年在周憲文、楊亮功、連震東、洪炎秋、吳幅員等人在開名書店出版《臺灣文獻叢刊外編》兩種，但又被停刊，至此從1957年至1973年經濟研究室的編輯群對臺灣文獻的整理與出版工作才正式結束。

## 其他重要出版文獻
2008年1月1日，以臺灣銀行轉換成立臺灣金融控股，臺灣銀行私有化，在此之前，因臺銀經濟研究室內各研究報告、文獻與檔案具備及高價值，為了避免這些資料成為私人企業的收藏，應已轉交至中央研究院臺灣史研究所等單位保存。
截至1991年底臺銀經濟研究室陸續出版之書刊計有：
定期
1. 《臺灣銀行年報》，自1960年起，每年出版。[5]
2. 《臺灣銀行季刊》，1947年6月創刊，每季1冊，每年1卷，已出至第4卷。[5]早期主題多以日治時期臺灣社會研究為主，對日治時期臺灣經濟史料進行整理、分析、翻譯、介紹與研究。[1]
3. 《臺灣經濟金融月刊》，1965年2月創刊，已出至第27卷，每年1卷，每月1冊，計有323期。[5]
4. 《中華民國臺灣地區工業財務狀況調查報告》，1961年開始調查編印，原稱《臺灣工礦企業資金調查報告》，至1977年改稱今名，每年調查編印1輯，已刊行至第32輯。[5]

不定期
1. 《臺灣研究叢刊》，1950月創刊，已出版122種。[5]
2. 《經濟學名著翻譯叢書》，1964年4月開始出版，已印行142種。[5]
3. 《銀行研究叢刊》，1960年4月開始出版，已印行20種。[5]
4. 《同仁進修參考叢書》，1955年2月開始出版，已印行26種，但此項叢書不對外發行。[5]